# Полтава (лінійний корабель 1808)
«Полта́ва» — 110-гарматний вітрильний лінійний корабель 1 рангу Чорноморського флоту. Один з трьох кораблів типу «Полтава», побудованих на початку XIX сторіччя на Херсонській судноверфі.

## Історія проекту
На початку XIX сторіччя перед Російською імперією виникла проблема будівництва нових сучасних військових кораблів. Тому однією з умов укладеної між Росією і Англією Петербурзької союзної угоди, була передача новому союзнику проти Франції креслень великого лінійного корабля (в Британії креслення кораблів були державною таємницею). Разом з англійською технологією кораблебудування були передані цінні та достовірні креслення вдалого, перевіреного часом і численними плаваннями корабля «Вікторі» — флагманського корабля адмірала Нельсона в Трафальгарській битві. Участь англійських інженерів в будівництві самого передового на той час корабля для Чорноморського флоту Росії значно підсилила його міць у порівнянні з турецьким, який будувався по-старому при підтримці французів.
Вдалий проект «Полтава», в якому як прототип використано англійський проект лінійного корабля типу «Вікторі», став справжньою школою кораблебудування і попередником 120-гарматних лінійних кораблів, що стали основою першої лінії кораблів, одними з найпотужніших лінійних кораблів на Чорному морі.

## Будівництво корабля
«Полтава» був закладений 20 жовтня 1806 року, спущений на воду 20 червня 1808 року на Херсонській верфі. Корабельним майстром, що будував «Полтаву» був один з найвідоміших суднобудівників Росії — інженер-генерал-майор Михайло Суровцев. Він побудував в Херсоні найбільші і найпотужніші для тих часів 110-гарматні кораблі «Ягудііл», «Полтава», «Дванадцять апостолів» і «Париж». А за оригінальний проект і будівництво 74-гарматного корабля «Скорий» був нагороджений діамантовим перснем, який йому особисто вручив Олександр I у 1818 році.

## Бойовий шлях
У 1809 році «Полтава» здійснив перехід з Херсону в Севастополь.
Брав участь в російсько-турецькій війні 1806—1812 років.
З 30 червня по 26 липня 1810 року, як флагман ескадри контр-адмірала Саричева, здійснював крейсерство в районі Самсун — Синоп — Варна.
9 серпня ескадра знову вийшла до болгарських берегів, підійшла до Варни, але атакувати фортецю без підтримки сухопутних військ не зважилася і 17 серпня пішла у море. Виявивши турецький флот, російська ескадра пішла на зближення, але турки, уникаючи бою, почали відходити і вночі відірвалися. 26 серпня ескадра повернулася до Севастополя.
6 жовтня «Полтава» на чолі ескадри з семи лінійних кораблів, трьох фрегатів і п'яти малих суден здійснила набіг на Трапезунд. 11 жовтня ескадра підійшла до фортеці, бомбардувала берегові укріплення і висадила десант. Але, з огляду на рішучу відсіч турків, Саричев 17 жовтня був змушений відмовитися від продовження операції і 30 жовтня кораблі повернулися до Севастополя.
З 27 червня по 15 серпня 1811 року, на чолі ескадри під прапором віце-адмірала Галла, «Полтава» виходила в крейсерство в район Варна — мис Каліакра.
У 1812 році корабель знаходився на Севастопольському рейді для навчання екіпажу. Більше в море не виходив, стояв у Севастопольському порту. Там же був розібраний в 1832 році.
Список командирів корабля
| Період командування | Командир корабля |
| ------------------- | ---------------- |
| 1807                | Папафіло Ф. Х.   |
| 1808—1809           | Язиков В. І.     |
| 1810                | Патаніоті К. Ю.  |
| 1811—1812, 1815     | Мессер Т.        |
| 1819—1821           | Ковако Н. К.     |